# 구례북초등학교
구례북초등학교는 대한민국 전라남도 구례군에 있는 공립 초등학교이다.

## 학교 연혁
- 1964년 6월 1일 :구례북국민학교 개교
- 1982년 3월 9일: 구례북국민학교병설유치원 개원
- 1988년 3월 1일: 구례북국민학교병설유치원 1학급 증설 인가
- 1992년 4월 1일: 급식학교 지정 (93. 3. 1 급식 실시)
- 1996년 3월 1일: 구례북초등학교로 교명 개칭
- 1996년 3월 1일: 구례북초등학교병설유치원으로 교명 개칭
- 2017년 3월 1일: 인성교육연구학교 운영
- 2018년 3월 1일: 건강증진거점학교 운영
- 2018년 2월 14일: 제54회 졸업(총 8, 574명 졸업)
- 2019년 3월 1일: 기효현 교장(제22대) 부임
- 2020년 2월 19일: 제56회 졸업(졸업생 총수 8,729명)

## 참고 자료
- 구례북초등학교 - 한국교육학술정보원 학교알리미